# Campionati francesi di sci alpino 2000
I Campionati francesi di sci alpino 2000 si svolsero all'Alpe d'Huez, a Tignes e a Valloire dal 22 al 31 marzo. Il programma includese gare di discesa libera, supergigante, slalom gigante, slalom speciale e combinata, sia maschili sia femminili.
Trattandosi di competizioni valide anche ai fini del punteggio FIS, vi parteciparono anche sciatori di altre federazioni, senza che questo consentisse loro di concorrere al titolo nazionale francese.

## Risultati

### Uomini

#### Discesa libera
| Pos. | Atleta                  | Nazione | Tempo   |
| ---- | ----------------------- | ------- | ------- |
| 1    | Pierre-Emmanuel Dalcin  | Francia | 1:14,19 |
| 2    | Marc Bottollier-Lasquin | Francia | 1:14,44 |
| 3    | Freddy Rech             | Francia | 1:14,85 |
| 4    | Antoine Dénériaz        | Francia | 1:14,96 |
| 5    | Patrice Manuel          | Francia | 1:15,05 |
| 6    | Frédéric Marin-Cudraz   | Francia | 1:15,07 |
| 7    | Christophe Saioni       | Francia | 1:15,24 |
| 8    | Vincent Blanc           | Francia | 1:15,37 |
| 9    | Cédric Meilleur         | Francia | 1:15,38 |
| 10   | Yannick Bertrand        | Francia | 1:15,42 |

Data: 22 marzo

Località: Valloire

#### Supergigante
| Pos. | Atleta                   | Nazione     | Tempo   |
| ---- | ------------------------ | ----------- | ------- |
| 1    | Benjamin Melquiond       | Francia     | 1:30,77 |
| 2    | Christophe Saioni        | Francia     | 1:31,32 |
| 3    | Pierre-Emmanuel Dalcin   | Francia     | 1:31,63 |
| 4    | Sébastien Missillier     | Francia     | 1:32,08 |
| 5    | Sébastien Fournier-Bidoz | Francia     | 1:32,09 |
| 5    | Cédric Meilleur          | Francia     | 1:32,09 |
| 7    | Simon Bastelica          | Francia     | 1:32,19 |
| 8    | Benoît Jacqmin           | Francia     | 1:32,26 |
| 9    | Laurent Caiolo Serra     | Francia     | 1:32,28 |
| 10   | Finlay Mickel            | Regno Unito | 1:32,33 |

Data: 30 marzo

Località: Alpe d'Huez

#### Slalom gigante
| Pos. | Atleta                   | Nazione | Tempo   |
| ---- | ------------------------ | ------- | ------- |
| 1    | Raphaël Burtin           | Francia | 1:47,95 |
| 2    | Joël Chenal              | Francia | 1:48,11 |
| 3    | Vincent Millet           | Francia | 1:48,30 |
| 4    | Freddy Rech              | Francia | 1:48,61 |
| 5    | Gauthier de Tessières    | Francia | 1:48,85 |
| 6    | Jeff Piccard             | Francia | 1:49,20 |
| 7    | Patrice Manuel           | Francia | 1:49,24 |
| 8    | Christophe Saioni        | Francia | 1:49,34 |
| 9    | Sébastien Fournier-Bidoz | Francia | 1:49,48 |
| 10   | Cyprien Richard          | Francia | 1:49,65 |

Data: 25 marzo

Località: Valloire

#### Slalom speciale
| Pos. | Atleta           | Nazione  | Tempo   |
| ---- | ---------------- | -------- | ------- |
| 1    | François Simond  | Francia  | 1:28,15 |
| 2    | Julien Lizeroux  | Francia  | 1:28,39 |
| 3    | Pierre Violon    | Francia  | 1:28,70 |
| 4    | Urs Imboden      | Svizzera | 1:29,04 |
| 5    | Thomas Pool      | Svizzera | 1:29,33 |
| 6    | Sébastien Amiez  | Francia  | 1:29,36 |
| 7    | Daniel Défago    | Svizzera | 1:29,38 |
| 8    | Éric Lacas       | Francia  | 1:29,53 |
| 9    | Andrzej Bachleda | Polonia  | 1:29,54 |
| 10   | Gaëtan Llorach   | Francia  | 1:29,57 |

Data: 26 marzo

Località: Valloire

#### Combinata
| Pos. | Atleta          | Nazione |
| ---- | --------------- | ------- |
| 1    | Julien Lizeroux | Francia |
| 2    | ?               | ?       |
| 3    | ?               | ?       |

### Donne

#### Discesa libera
| Pos. | Atleta               | Nazione | Tempo   |
| ---- | -------------------- | ------- | ------- |
| 1    | Ingrid Jacquemod     | Francia | 1:16,54 |
| 2    | Carole Montillet     | Francia | 1:16,89 |
| 3    | Mélanie Suchet       | Francia | 1:16,90 |
| 4    | Sabrina Chardon      | Francia | 1:17,66 |
| 5    | Fujiko Sekino        | Francia | 1:17,88 |
| 6    | Alexandra Zimmermann | Francia | 1:18,47 |
| 7    | Fanny Marullaz       | Francia | 1:18,51 |
| 8    | Karen Laissus        | Francia | 1:18,87 |
| 9    | Anne-Laure Givelet   | Francia | 1:18,88 |
| 10   | Caroline Dupraz      | Francia | 1:18,96 |

Data: 22 marzo

Località: Valloire

#### Supergigante
| Pos. | Atleta            | Nazione | Tempo   |
| ---- | ----------------- | ------- | ------- |
| 1    | Ingrid Jacquemod  | Francia | 1:17,64 |
| 2    | Mélanie Suchet    | Francia | 1:18,05 |
| 3    | Carole Montillet  | Francia | 1:19,08 |
| 4    | Karine Meilleur   | Francia | 1:19,61 |
| 5    | Nathalie Robert   | Francia | 1:19,85 |
| 5    | Valentine Scuotto | Francia | 1:19,85 |
| 7    | Fanny Marullaz    | Francia | 1:20,20 |
| 8    | Sophie Ormond     | Francia | 1:20,30 |
| 9    | Aurélie Santon    | Francia | 1:20,39 |
| 10   | Sabrina Chardon   | Francia | 1:20,60 |

Data: 31 marzo

Località: Tignes

#### Slalom gigante
| Pos. | Atleta                | Nazione | Tempo   |
| ---- | --------------------- | ------- | ------- |
| 1    | Christel Pascal       | Francia | 1:48,51 |
| 2    | Fujiko Sekino         | Francia | 1:48,58 |
| 3    | Régine Cavagnoud      | Francia | 1:48,61 |
| 4    | Leïla Piccard         | Francia | 1:49,39 |
| 5    | Kristina Duvillard    | Francia | 1:49,48 |
| 6    | Mélanie Suchet        | Francia | 1:50,25 |
| 7    | Caroline Pellat-Finet | Francia | 1:51,06 |
| 8    | Mélanie Lenoir        | Francia | 1:51,15 |
| 9    | Sophie Ormond         | Francia | 1:51,59 |
| 10   | Jenny Vallier         | Francia | 1:52,01 |

Data: 25 marzo

Località: Valloire

#### Slalom speciale
| Pos. | Atleta                | Nazione  | Tempo   |
| ---- | --------------------- | -------- | ------- |
| 1    | Christel Pascal       | Francia  | 1:38,16 |
| 2    | Leïla Piccard         | Francia  | 1:39,83 |
| 3    | Stéphanie Clément-Guy | Francia  | 1:40,29 |
| 4    | Dominique Pilloud     | Svizzera | 1:40,96 |
| 5    | Isabelle Sourd        | Francia  | 1:41,68 |
| 6    | Claire Dautherives    | Francia  | 1:42,89 |
| 7    | Kristina Duvillard    | Francia  | 1:43,32 |
| 8    | Carole Moschetti      | Francia  | 1:43,34 |
| 9    | Souazic Le Guillou    | Francia  | 1:43,36 |
| 10   | Florine de Leymarie   | Francia  | 1:43,60 |

Data: 26 marzo

Località: Valloire

#### Combinata
| Pos. | Atleta          | Nazione |
| ---- | --------------- | ------- |
| 1    | Raphaëlle Strub | Francia |
| 2    | ?               | ?       |
| 3    | ?               | ?       |